# 科什托韋
47°40′36″N 31°4′54″E / 47.67667°N 31.08167°E
科什托韋（烏克蘭語：Коштове），是烏克蘭南部的村莊，隸屬尼古拉耶夫州的沃茲涅先斯克區。該村面積0.69平方公里，海拔高度48米，2001年人口230，人口密度每平方公里333.3人。